# Brachyplatystoma vaillanti
Brachyplatystoma vaillantii, il piramuta o pesce gatto Laulao, è una specie di pesce gatto del genere Brachyplatystoma, della famiglia Pimelodidae, originario dei bacini fluviali dell'Amazzonia e dell'Orinoco e dei principali fiumi delle Guiane e del Brasile nord-orientale.

## Descrizione
Il piramuta può crescere fino ad una lunghezza di 150 centimetri. La livrea di questa specie presenta varie tonalità di grigio dal più scuro al più chiaro a seconda dell'esemplare, e sono completamente privi di macchie o striature. Il ventre è molto più chiaro per creare un contrasto con la luce che filtra dalla superficie dell'acqua.
È interamente piscivoro e si nutre prevalentemente di loricariidi e altri pesci che vivono sui fondali.

## Distribuzione
È una specie molto diffusa che si trova nei fiumi e negli estuari dei bacini idrografici dell'Amazzonia e dell'Orinoco, delle Guiane e del Brasile nord-orientale.

## Ecologia
Si trova sia nei sistemi d'acqua dolce che salmastra. Abita comunemente acque fangose e i canali più profondi e fluenti. I giovani e i subadulti sono migratori.